# Lucide droom
Een lucide droom is een droom waarin de dromer zich bewust is van het feit dat hij droomt. Het begrip 'lucide droom' wordt toegeschreven aan de Nederlandse psychiater en schrijver Frederik van Eeden die het in een artikel getiteld A Study of Dreams voor het eerst gebruikt zou hebben.  Met de term 'lucide' verwees hij naar de heldere staat waarin de dromer zich bevindt. Sommigen wijzen er op dat Marquis d'Hervey de Saint-Denys er in 1867 al een studie over heeft doen verschijnen.

## Achtergrond
Luciditeit begint meestal midden in een gewone droom als de dromer zich ineens realiseert dat zijn ervaringen niet echt zijn, meestal nadat er iets onmogelijks of ongebruikelijks gebeurt (vliegen bijvoorbeeld). Sommige mensen worden lucide zonder duidelijke aanwijzing. De mate van luciditeit kan variëren. Bij een hoge mate van luciditeit heeft de dromer in de gaten dat de gebeurtenissen zich in zijn hoofd afspelen, dat er geen echt gevaar dreigt, dat hij in werkelijkheid in bed ligt en ieder moment wakker kan worden. Bij een lage mate van luciditeit is de dromer zich bewust genoeg om de gebeurtenissen te sturen, maar onvoldoende om zich te realiseren dat ze niet echt zijn. Lucide dromers beschrijven hun dromen vaak als spannend, kleurrijk en fantastisch. Sommigen beschouwen het als een spirituele ervaring en beweren dat het hun leven en hun visie op de wereld heeft veranderd. Lucide dromen blijven de dromer beter bij dan andere soorten dromen, zelfs beter dan nachtmerries. Stephen LaBerge, een bekende onderzoeker van lucide dromen, heeft mensen die doelbewust lucide dromen nastreven 'oneironauten' genoemd (droomreizigers). Ofschoon hij zich erop laat voorstaan dat hij degene is die voor het eerst met het fysiologische bewijs kwam van lucide dromen, strookt dit niet met de werkelijkheid. De Engelse onderzoeker Keith Hearne deed het namelijk eerder, doch diens bevindingen bleven hangen binnen een besloten netwerk. In 1981 publiceerde LaBerge een studie waaruit bleek dat mensen tijdens hun droom via oogsignalen aan konden geven dat ze lucide waren. De oogsignalen en hersengolven werden via elektrodes geregistreerd en sindsdien is lucide dromen een wetenschappelijk geaccepteerd verschijnsel.
Er zijn veel onduidelijkheden over lucide dromen, net zoals er over het normale droomproces ook nog veel vragen onbeantwoord zijn. Vanwege het gebrek aan kennis over dit onderwerp, is het moeilijk te bepalen of lucide dromen al dan niet de positieve werking van dromen tegengaan. Er zijn geen gevallen bekend waarbij het lucide dromen gezorgd heeft voor psychische stoornissen. Het is immers vrijwel onmogelijk om alleen maar lucide dromen te hebben. Ook wanneer men op regelmatige basis lucide dromen heeft, blijft het grootste deel van de dromen doorgaans non-lucide.

## Het krijgen en herkennen van lucide dromen
Velen zeggen in hun kindertijd lucide dromen gehad te hebben. Deze dromen zijn echter moeilijk bewust op te roepen. Om dit te vergemakkelijken, hebben enkele universiteiten en Stephen Laberge een aantal verschillende technieken ontwikkeld.
Het is in eerste instantie belangrijk dat de dromer zich de dromen herinnert, anders weet hij niet of hij al dan niet een lucide droom gehad heeft. Een goede manier om de droomherinnering te verbeteren, is het bijhouden van een dromenboek: een boek waarin men zo veel mogelijk dromen of delen ervan noteert. Het is belangrijk om dit boek naast het bed te laten liggen, omdat de herinnering meestal snel weer verdwijnt na het wakker worden. Het helpt om na het ontwaken even de ogen te sluiten, stil te blijven liggen en zo veel mogelijk droomherinneringen naar boven te halen.

### Bekende technieken

#### Mnemonische inductie van lucide dromen (MILD)
Bij deze techniek neemt de dromer voor het slapengaan een beeld in gedachten waarover hij wenst te dromen. Hij probeert in slaap te vallen met die gedachte in het hoofd en met de intentie om droomtekens te herkennen door bijvoorbeeld te denken/zeggen: De volgende keer dat ik droom, besef ik dat ik droom.

#### Wakkere inductie van lucide dromen (WILD)
Deze techniek wordt vaak gebruikt door gevorderde lucide dromers. Het is lastig om onder de knie te krijgen, maar als het lukt, is de kans op een lucide droom zeer groot. Bij de WILD-techniek gaat de dromer rechtstreeks van de wakkere staat naar de droomstaat. Tussen het in slaap vallen en het dromen zit de hypnagogische staat. Als de dromer tijdens deze staat bewust kan blijven, kan de dromer zijn, minder door zintuigelijke waarnemingen gestoorde gedachtenstroom, beter zien (registreren) en deze interpreteren als een droom, een 'verhaal'. Deze techniek is het gemakkelijkst uit te voeren als iemand een kwartiertje wakker is geweest na enkele uren geslapen te hebben of voor een middagdutje. Bij deze techniek probeert de dromer vaak bewust te blijven door zich ergens op te concentreren (tellen, zich voorstellen dat men de trap af loopt).
Andere technieken tot het beleven van lucide dromen
De techniek van autosuggestie toepassen. Voor het slapengaan, tijdens de eerste fase van de slaap, vertelt de persoon tegen zichzelf dat deze zich bewust wil worden van het moment dat de droom begint. Het is heel belangrijk om in de autosuggestie ook te suggereren dat men niet wakker wil worden, maar verder wil dromen en besturen. Het lucide dromen zal niet zomaar na de eerste keer van autosuggestie in gang worden gebracht. Afhankelijk van persoon tot persoon zal het enkele dagen of weken kunnen duren. Vanaf het moment dat men dit onder de knie heeft, kan het zich elke dag voordoen. Na de droom heeft men alle mogelijkheden die men zelf kiest: wakker worden en de droom noteren of gewoon doorslapen. Men kan ook in de eerste paar minuten van het wakker worden de droom herinneren en opschrijven. De droom in gedachten houden leidt dikwijls tot het verlies van de gegevens. In de lucide droom krijgt men volledige controle over de droom, men kan daar alles beleven wat men echt wil beleven. Het is een hallucinante ervaring die geen betekenis heeft, maar leuk is. Voor de persoon die meer weet van de werking van het brein kan dit tot vele verklaringen leiden van de eigen gedachten en dagelijkse werking en handelingen.
Elektronisch aanzetten van de lucide droom
De droom gaat in tijdens de REM-fase. Een slaapmasker dat voor de ogen wordt geplaatst en de REM-fase of de bewegingen van ogen herkent met IR (infrarood) geeft een led-signaal zodat de dromer weet dat de droom bezig is. Weerom houdt de persoon zichzelf in slaap en de lucide droom kan van start gaan. Deze maskers waren vroeger op de markt verkrijgbaar en zijn nog steeds sporadisch vindbaar.

#### Realiteitstesten
Het belangrijkste aspect van lucide dromen is het beseffen dat men droomt. Daarom helpt het om bij het zien van een droomteken een realiteitstest uit te voeren. Droomtekens zijn aanwijzingen dat men aan het dromen is, waarbij het meestal gaat om situaties die in werkelijkheid onmogelijk zijn. Deze droomtekens worden vaak in vier categorieën ingedeeld:
- Actie - de dromer, een droompersonage of een droomobject doet iets dat onmogelijk is, bijvoorbeeld vliegen.
- Vorm - iets of iemand ziet er vreemd uit, of verandert plotseling van vorm.
- Context - de plaats of de situatie is vreemd.
- Bewustzijn - een vreemde gedachte of emotie, een vreemd gevoel of een ongewone manier van waarnemen.

Hoewel deze situaties vaak absurd zijn, beseft men meestal niet dat men droomt. Het logische redeneringsvermogen werkt tijdens een droom immers minder sterk dan wanneer men wakker is. Om deze droomtekens toch op te merken, kan men realiteitstesten uitvoeren. Dit is een veelgebruikte, gemakkelijke techniek, waarbij men een bepaalde actie uitvoert waaraan men kan merken of men al dan niet droomt. Een aantal voorbeelden van veelgebruikte realiteitstesten, zijn de volgende:
- Kijk naar een horloge. Bedek het horloge en kijk daarna nogmaals hoe laat het is. Vaak zal de klok vreemde dingen vertonen, andere tijd bijvoorbeeld, omdat men wacht op informatie (dat is men gewend van een klok) in plaats van dat men de droom zelf invult. De klok kan geen informatie geven, omdat de klok niet bestaat.
- Ook teksten zijn meestal onstabiel: vaak bewegen de letters en een poging ze te lezen lukt meestal niet of moeizaam.
- Schakel het licht aan en uit. In een droom zal het meestal nauwelijks lichter of donkerder worden.
- Teken een "X" op een hand. Geen "X" → Droom!
- Probeer te zweven of te vliegen.
- Doe de mond dicht en knijp de neus dicht en probeer dan te ademen. In een droom zal dit gewoon lukken.
- Begin met lopen of rennen. De dromer zal niet moe worden.
- Loop door een muur of steek er een hand doorheen.
- Kijk in een spiegel. Spiegels in dromen geven niet precies jouw spiegelbeeld weer.
- Kijk naar de handen. In dromen zijn er vaak meer vingers, zijn de handen vervormd of doorzichtig. Een vinger erdoorheen steken volstaat ook.
- Vraag wat men tien minuten geleden deed. Wie dat kan bedenken en het is logisch, weet dat hij niet droomt. In dromen verspringt de tijd vaak en is tijd onlogisch.

De theorie achter deze dingen is dat wie gedurende de dag regelmatig realiteitstesten doet, dit automatisch ook in een droom zal doen, waardoor die lucide wordt, omdat de dromer beseft dat er iets niet klopt.
Behalve op absurde situaties kan de dromer ook letten op persoonlijke droomtekens: objecten, dieren of personen die opvallend vaak voorkomen in dromen. Die terugkerende thema’s kunnen ontdekt worden door een dromenboek bij te houden. Wie zo’n persoonlijk droomteken opmerkt, kan ook een realiteitstest uitvoeren.

#### Droomverlenging
Een van de problemen die voorkomen bij mensen die lucide dromen willen ervaren, is het vroegtijdig ontwaken en dus het eindigen van de droom. Dit kan frustrerend zijn, zeker nadat ze tijd gestoken hebben in het lucide worden. Stephen LaBerge stelde twee manieren voor om een lucide droom te verlengen: ronddraaien en in de handen wrijven. Dit moet worden uitgevoerd tijdens een lucide droom, als het gevoel komt dat de droom wegebt. Volgens hem is het mogelijk om, door rond de as te draaien, delen van de hersenen te gebruiken die mogelijk ook gebruikt worden bij REM-activiteit. Hierdoor zou de remslaap, en dus de droom, verlengd worden. Door in de handen te wrijven, worden de hersenen geprikkeld om een gevoel van het wrijven te geven. Hierdoor zou het gevoel van in bed liggen wegblijven, zodat het bewustzijn niet terugkomt. Deze hypothese is getest door LaBerge op 34 vrijwilligers, die elk ofwel ronddraaiden, in hun handen wreven, of niets deden. Uit de resultaten blijkt dat 90% van de lucide dromen verlengd werden door in de handen wrijven en 96% door rond te draaien. Slechts 33% van de lucide dromen werd verlengd door niets te doen.
Als eenmaal de fase van een lucide droom bereikt is, treedt de volgende moeilijkheid op. De dromer kan te enthousiast zijn over het feit dat hij lucide is en daardoor niet meer lucide blijven. Daarom is het belangrijk dat de dromer zich onmiddellijk ontspant. Er bestaan veel verschillende manieren om lucide te blijven, maar in het algemeen komt het erop neer dat de dromer zich moet concentreren op zijn lucide droom. Dit kan bijvoorbeeld door iets vast te nemen, of door te letten op de omgeving van de droom. Wat ook werkt, is het luid en duidelijk roepen van iets als “BLIJF LUCIDE” tijdens de droom. Vaak zijn mensen terughoudend om dit te doen, maar het heeft een sterk stabiliserend effect op de droom en zijn levendigheid. De bekende auteur Carlos Castaneda stelt voor om de tong tegen het gehemelte te duwen, wat de levendigheid van de droom sterk zou verbeteren.
Het belangrijkste is dat de dromer tijdens het voorstellen geen details achterwege laat. Juist door de gedetailleerde beelden lijkt de voorstelling zeer werkelijk en kan gefocust worden op de droom, wat de kans op een lucide droom groter maakt.

## Andere zaken die geassocieerd zijn met lucide dromen
- Vals ontwaken: tijdens een vals ontwaken droomt men dat men wakker wordt. Als de dromer lucide was, vergeet hij dit vaak omdat hij denkt dat hij wakker is. Hierdoor wordt vals ontwaken vaak als een probleem gezien door lucide dromers.
- Remslaap: de remslaap (Rapid Eye Movement) is de slaapperiode waarin men droomt. Dit wordt zo genoemd omdat tijdens het dromen de ogen snel heen en weer bewegen. Op deze manier kan men met de ogen ook signalen uit de droom doorgeven aan de echte wereld. Op basis hiervan is het lucide dromen wetenschappelijk bewezen en is men ook tot andere conclusies gekomen. Zo heeft men onder meer ontdekt dat gebeurtenissen in een droom net zo lang duren als in het echt, in plaats van korter, zoals vaak gedacht werd.
- Slaapverlamming: tijdens de droomslaap is het complete lichaam verlamd, met uitzondering van de ogen en de organen die gekoppeld zijn aan het autonoom zenuwstelsel. Dit systeem zorgt ervoor dat je je dromen niet in het echt uitvoert. Slaapwandelen vindt dan ook plaats in de diepe slaap waarin nauwelijks tot nooit gedroomd wordt en waarin het lichaam dus niet verlamd is. Deze verlamming kan echter uitzonderlijk ook plaatsvinden wanneer men wakker is, doorgaans net voordat men in slaap valt of wanneer men net wakker geworden is. In dit geval voelt men zich verlamd op het bed liggen. Dit gaat vaak gepaard met hallucinaties (droombeelden en -geluiden) die te zien zijn in de echte kamer. Dit kan beangstigend zijn, maar duurt maar kort.
- Droomyoga: Tibetaanse methode waarbij lucide dromen gebruikt worden als methode om tot verlichting te komen. Zie ook: Tussenstaat van de droomtoestand. Vergelijk de alchemie van de droom bij de soefi.

## Boeken
- Les Rêves et les moyens de les diriger; Observations pratiques door  Hervey de Saint-Denys. Librairie d'Amyot, Éditeur, 8, Rue de la Paix,Paris (1867)(Oorspronkelijk anoniem gepubliceerd). Tekst online
- Dromenboek (1978) ISBN 978-90-6019-531-4  door Frederik van Eeden. Uitgegeven door Bert Bakker, Amsterdam.Tekst online
- De Droomkunstenaar ( 2008) ISBN 9789491728372 door Elizabeth August

- Bewust willen dromen (1988) ISBN 90-6010-664-4 door P. Tholey/ K. Utrecht. Vert. van  Schöpferish traümen (1987)
- An Historical View of "Dreams and the Ways to Direct Them; Practical Observations" by Marie-Jean-Léon LeCoq, le Marquis d'Hervey-Saint-Denys door C.M. den Blanken & E.J.G. Meijer. . Lucidity Letter, December, 1988, Vol.7, No.2,p. 67-78. Revised Edition:Lucidity,1991,Vol.10 No.1&2, p. 311-322. Archief 1 maart 2021 via Archive.org
- De Kunst van het Lucide Dromen; een handleiding (1990) ISBN 90-6120-817-3 door Carolus M. den Blanken. Archief 1 maart 2021 via Archive.org
- Exploring the World of Lucid Dreaming (1991) ISBN 0-34-537410-X door Stephen LaBerge
- Dromen: Praktische Observaties (1867/2013) ISBN 978-90-8209630-9 door Marquis d’Hervey de Saint-Denys. Integrale vertaling van Les Reves et les Moyens de Les Diriger: Observations Pratiques (1867). E-Book. Uitg. Carolus den Blanken. ISBN 978-90-82096309. Bevat illustraties van het origineel uit 1867. Vertaling & Redactie Drs. Carolus M. den Blanken. Archief 12 februari 2021 via Archive.org
- Dreams and the Ways to Direct Them: Practical Observations, Including an Appendix with a record of a dream after taking hashish (2020) ISBN 978-94-6163-041-4 door Hervey de Saint-Denys. Uitgegeven door Inner Garden Press, Utrecht. Integrale vertaling van Les Reves et les Moyens de Les Diriger: Observations Pratiques (Amyot, Parijs, 1867). Editor: Drs. Carolus den Blanken en Moreh Derekh. Vertaling: Drs. Carolus den Blanken en Moreh Derekh. Vertaling Latijnse zinnen: Prof. Dr. Jan van Gijn.

## Film
In de film Dreamscape (1984) kan Alex Gardner (gespeeld door Dennis Quaid) indringen in andermans dromen. Hij wordt door een onderzoeksteam ingeschakeld om personen, die regelmatig nachtmerries hebben, te helpen.
De filosofische film Waking Life (2001) van Richard Linklater handelt over lucide dromen. Het hoofdpersonage verzeilt in zijn eigen dromen en filosofeert met de droompersonages die hij ontmoet over het doel en de betekenis van het leven en het universum. Ook praat hij over het verschijnsel van de 'lucide dromen'.
Ook in de film Vanilla Sky (2001) (de Amerikaanse versie van Abre Los Ojos) met Tom Cruise, Cameron Diaz en Penélope Cruz, gaat het over lucide dromen. Hier speelt men met het feit dat een lucide droom kan uitdraaien op een ware nachtmerrie.
In de actiefilm Inception (2010), met Leonardo DiCaprio, Ken Watanabe en Ellen Page, spelen lucide dromen een grote rol. In de film kan men namelijk door middel van een bepaalde, niet-bestaande techniek in iemands dromen dringen, om kennis of ideeën uit het brein te stelen. In een scène ontdekt het personage van Ellen Page dat ze op dat moment aan het dromen is. Dit beseffende is ze er benieuwd naar of het mogelijk is om de natuurwetten te tarten en vouwt ze een volledige winkelstraat dubbel met haar gedachten. Deze indrukwekkende scène vormt een goed voorbeeld van waar men daadwerkelijk toe in staat is tijdens lucide dromen.

## Voetnoten
1. ↑  F. van Eeden, A Study of Dreams, in Proceedings of the Society for Psychical Research (SPR) (volume 26, 1913)
2. ↑  (en) The origins of lucid dreaming. Gearchiveerd op 29 oktober 2020.
3. ↑  Stephen LaBerge (1995). Prolonging Lucid Dreams. NightLight 7 (3-4) (The Lucidity Institute).  Gearchiveerd van origineel op 27 januari 2024.
4. ↑  Carlos Castaneda, "The Art of Dreaming"